# Homoneura immaculiventris
Homoneura immaculiventris är en tvåvingeart som beskrevs av Malloch 1940. Homoneura immaculiventris ingår i släktet Homoneura och familjen lövflugor. Inga underarter finns listade i Catalogue of Life.